# Paulo Helber
Paulo Helber Rosa Ribeiro (Varginha, 28 giugno 1992) è un ex calciatore brasiliano naturalizzato est-timorese, di ruolo centrocampista.

## Carriera

### Club
Nel 2011 gioca al Barretos. Nel 2012 passa al Dili Leste. Nel 2013 si trasferisce al Monte Azul. Nel 2014 viene acquistato dall'Inter Bebedouro. Nel 2015, dopo aver militato al Lanexang United, si trasferisce all'Happy Valley. Nel 2016 passa al Bhayangkara.

### Nazionale
Debutta in nazionale il 5 ottobre 2012, in Cambogia-Timor Est.